# 黨 (德國政黨)

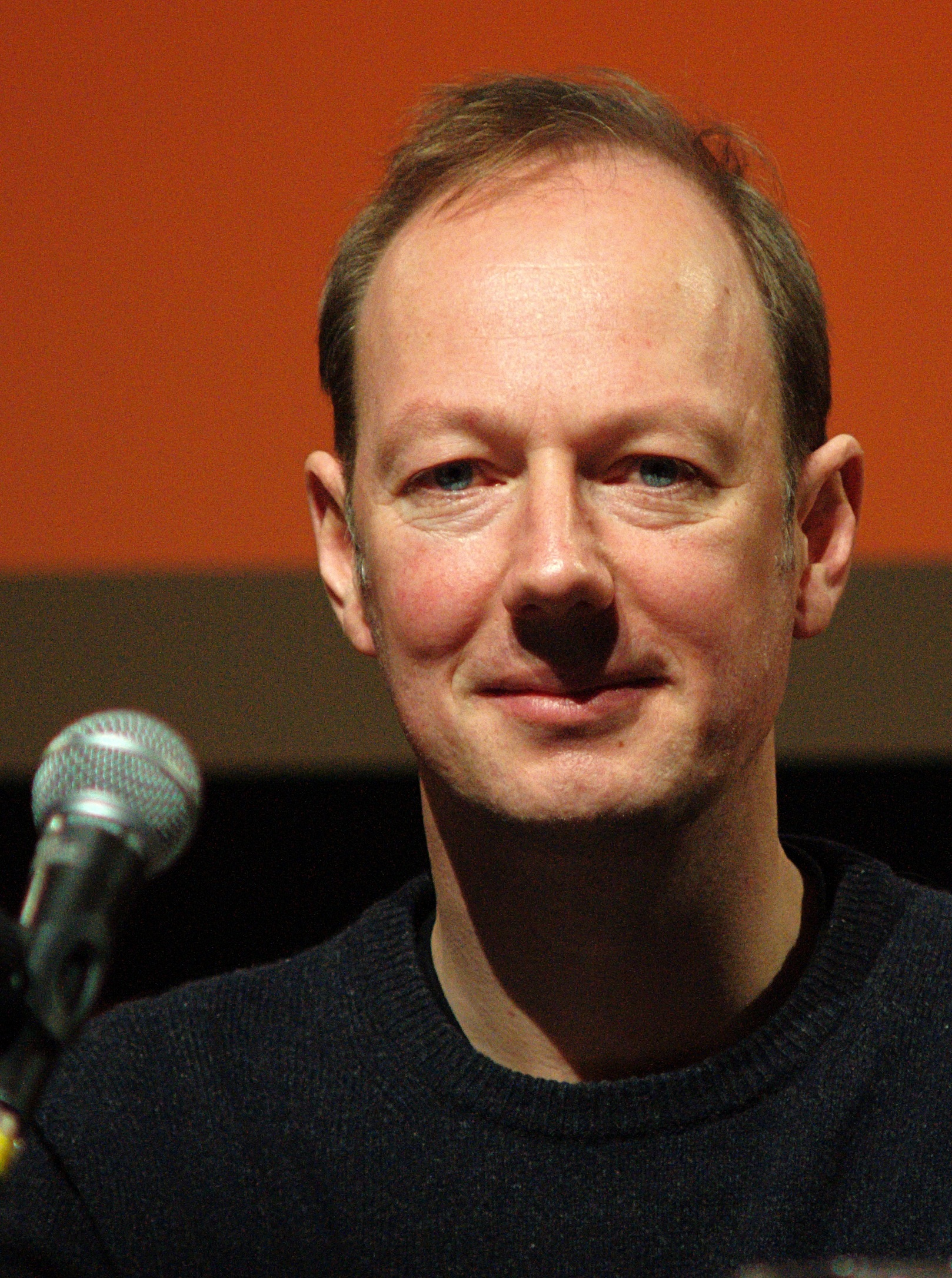
馬丁·松內博恩，「黨」的主席

争取劳动、法治國、動物保護、精英促进和基層民主倡議黨（德語：Die Partei für Arbeit, Rechtsstaat, Tierschutz, Elitenförderung und basisdemokratische Initiative），簡稱「黨」（德語：Die PARTEI），是一個2004年由諷刺雜誌《泰坦尼克》編輯創立的德國政黨，現任領導人是馬丁·松內博恩。「黨」在2014年歐洲議會選舉中贏得一席，成為首個在歐洲議會中取得議席的諷刺性政黨。2019年歐洲議會選舉中，該黨再贏得另一議席。

## 爭議
2013年德国联邦议院选举之前，该党在德国电视二台播出了一则争议性的选举广告。广告的内容为模糊处理后的性行為画面，「黨」声称此广告意在宣传家庭政策。